# Pavel Kiseleff
Contele Pavel Kiseleff (în rusă Павел Дмитриевич Киселёв, transliterat: Pavel Dmitrievici Kiseliov, cunoscut mai bine sub numele Kisseleff, în grafia franceză; n. 19 ianuarie 1788, Moscova, Imperiul Rus – d. 26 noiembrie 1872, Paris, Franța) a fost un general și diplomat rus activ în timpul domniei țarului Nicolae I al Rusiei.

## Biografie
S-a născut într-o veche familie nobiliară rusă. A fost fiul cel mare al directorului adjunct al arsenalului moscovit al Consiliului de Stat Dmitri Ivanovici Kiseleff (1761-1820) și a soției acestuia, Praskovia Petrovna (1767-1841), sora prințului Urusov. Copilăria și-a petrecut-o în casa părintească din Moscova. A fost educat acasă, însă, după cum și-a amintit mai târziu, educația nu a fost suficientă (la perfecție el știa doar limba franceză). După cum s-a menționat de către N. Drujinin, Kiseleff a fost crescut de părinții săi în „devoțiunea tradiției religioase” și în „cultul monarhiei”.
Potrivit lui Kiseleff, a trebuit să facă o mulțime de lucruri pentru „a deveni un om de afaceri lustruit”, în anii următori, a lucrat mult și din greu pentru a se educa. Când era șef al Statului Major al Armatei a 2-a, în lecturile lui erau lucrările iluminismului francez și publiciști secolului al XVIII-lea - începutul secolului al XIX-lea, autorii antici, lucrări despre istoria și economia politică. Până la sfârșitul vieții, în conformitate cu jurnalele pe care le-a ținut timp de mulți ani, el a fost interesat de cele mai recente lucruri din literatura politică, filosofică și artistică.

### Primii ani de serviciu militar
Kiseleff a fost înrolat cadet la arhivele din Moscova ale Ministerului Afacerilor Externe (1805) iar în 1806 a fost transferat la regimentul de cavalerie. Prima campanie la care a participat a fost Războiul celei de-a Patra Coaliții, care a început pentru el în Bătălia de la Heilsberg. După pacea de la Tilsit Kiseleff a revenit la Sankt Petersburg. A fost numit în calitate de ordonanță al reginei Louise în timpul șederii lor în Sankt Petersburg (1808-1809) și a familiei regale prusace.
În timpul Bătăliei de la Borodino a comandat prima escadrilă a regimentului. A fost decorat cu Ordinul „Sf. Ana” clasa a IV-a pentru Borodino. În total a participat la 26 de lupte ale războiului din 1812 și ale campaniilor din 1813-1815. Imediat după Borodino a fost numit adjutant al generalului Mihail Miloradovici. În această calitate a intrat în atenția țarului Alexandru I, căruia îi plăceau rapoartele sale periodice și modul de a exprima cursul evenimentelor.
La 2 aprilie 1814 Kisseleff a fost numit aghiotantul lui Alexandru I. În anii următori el a finalizat cu succes o serie de comenzi importante ale împăratului. În 1815 la Berlin, a fost prezent la logodna Marele Duce Nicolae Pavlovici al Rusiei cu prințesa Charlotte a Prusiei.

### Șeful Statului Major al Armatei a 2-a
În 1819 a fost numit șeful Statului Major al Armatei a 2-a. Acest lucru l-a înfuriat pe noul comandant al armatei, prințul Peter Wittgenstein, care credea că numirea unui nou șef de stat major l-a nedreptățit pe Dmitri Ignatiev. El a scris o scrisoare către împărat și și-a cerut demisia. Alexandru i-a răspuns printr-un mesaj liniștitor că a avut loc doar o remaniere. Kisseleff a fost conștient de demersul lui Wittgenstein.
Kiseleff a prevăzut războiul Rusiei cu Imperiul Otoman și a fost foarte preocupat de pregătirea viitoarei campanii a armatei ruse, care, în opinia sa, avea nevoie de o reformă. În cursul pregătirilor pentru un posibil război, Kisseleff a întreprins un studiu al istoriei războaielor ruso-turce anterioare. La începutul anului 1822, la inițiativa lui, a fost lansată repararea forturilor de frontieră.
A încercat să-și pună în aplicare reformele sale, inclusiv atenuarea și condamnarea pedepsei corporale, care a stârnit animozitatea puternicului ministrului de război, contele Aracheiev. Pavel Pestel și alți decembriști care au format Liga-sud revoluționară și au servit sub Kisseleff, au fost susținuți de el, cu toate că faptul prin care complotul lor a fost încurajat de liberalismul lui Kisseleff a fost contestat. În 1823 este avansat la gradul de general-adjutant.

### Căsătorie

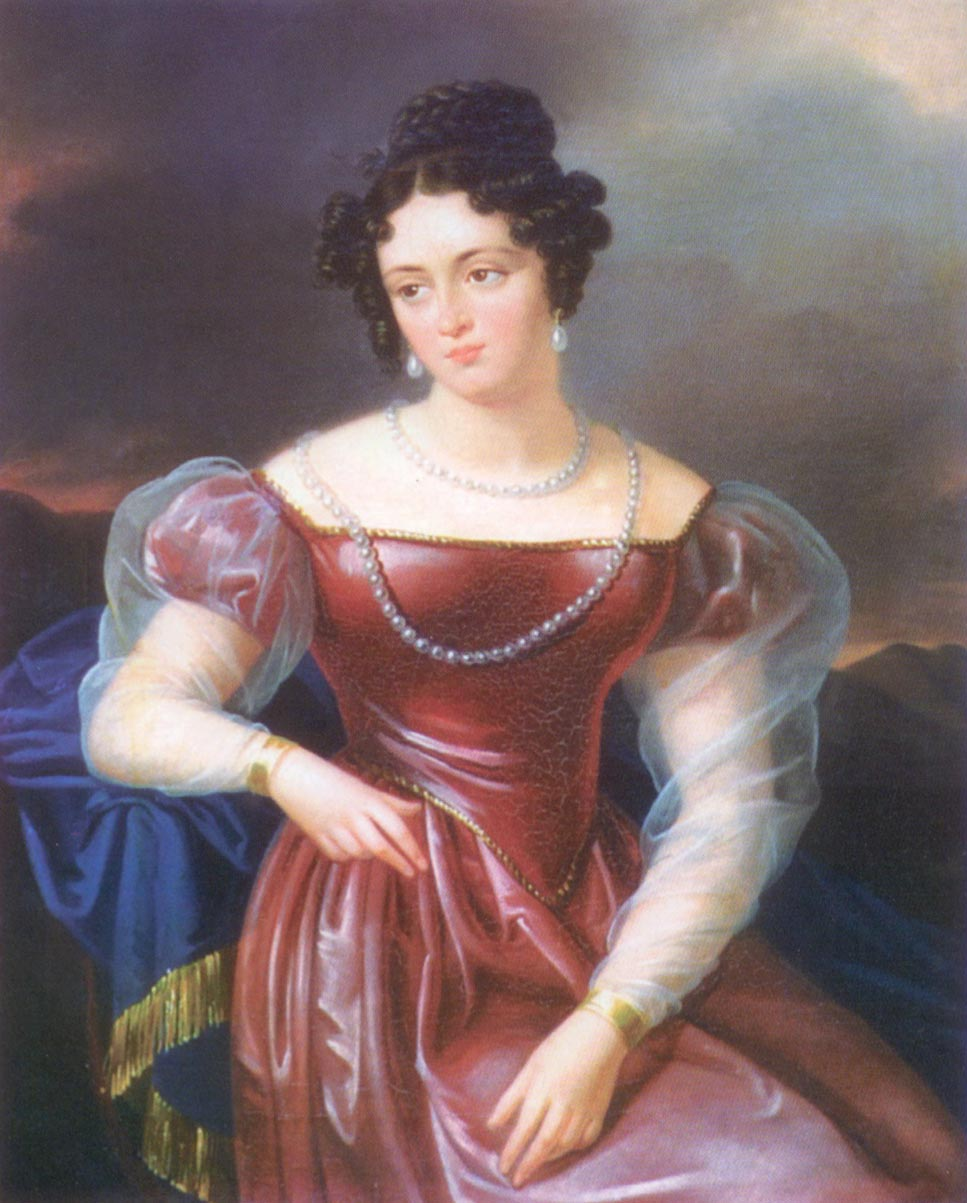
Sofia Potocka, 1820

În 1817, la Tulciîn, Kisseleff a întâlnit-o pe fiica cea mai mare a contesei Potocka, Sofia. Începând cu 1819 el a fost un oaspete obișnuit în casa lui Potocki. Kiseleff a devenit interesat de Sofia, iar sentimentul a fost reciproc, dar contesa Potocki credea că fiica ei ar trebuit să se căsătorească cu unul din verii săi. Numai perseverența sa a ajutat la depășirea obstacolelor iar în februarie 1821 a avut logodna. La 25 august 1821, la Odesa, Kisseleff s-a căsătorit cu Sofia Stanislavovna (ritualul a fost săvârșit de două ori - într-o tabără în apropierea orașului și în biserica din oraș). Mama miresei nu a participat la ceremonie.
O lovitură grea pentru cuplu a fost moartea singurul lor fiu, Vladimir (1822-1824). Sofia Stanislavovna nu va mai putea avea copii, iar acest lucru i-a agravat durerea. Începând cu 1829, când Sofia a plecat la Paris, cuplul a trăit separat, dar divorțul nu a fost pronunțat. În primăvara anului 1831, Pavel Kiseleff oferă soției sale divorțul ca o modalitate potrivită de ieșire din situație. Totuși divorțul n-a avut loc și cei doi soți au trăit despărțiți toată viața.
Probabil că în Moldova, în anii 1829-1834, Kisseleff a intrat în contact cu Alexandra Alexeievna Balian (născută Prințesa Bagration). După ce Kisseleff s-a mutat la Sankt Petersburg, Alexandra s-a mutat la el. Din această poveste s-au născut doi băieți și două fete: Vladimir, Constantin, Alexandra și Elena, care au fost adoptați de Iacovache Prejbeanu și soția sa, Safta Drugănescu, deoarece Kiseleff nu a putut să-i recunoască oficial. Elena s-a măritat cu viitorul genealogist, Ștefan Greceanu, iar Alexandra s-a căsătorit cu scriitorul Alexandru Odobescu.

### Guvernator al Principatelor Române
Între 1829 și 1834 a condus administrația militară rusească a Țării Românești, astfel că Șoseaua Kiseleff din București îi poartă azi numele scris în grafia franceză. A fost președinte plenipotențiar al divanurilor Moldovei și Țării Românești în timpul administrației militare ruse. A contribuit la reorganizarea administrativă a celor două principate și la întocmirea Regulamentelor organice, care de fapt au fost primele Constituții din istoria celor două principate române. Aceste regulamente organice au fost introduse în Țara Românească în 1831 și în Moldova în 1832. Ca ambasador al Rusiei la Paris în perioada 1856-1862, a sprijinit unirea Principatelor Române, pe linia Proiectului Grecesc.